# Тејлорсвил (Северна Каролина)
Тејлорсвил (енгл. Taylorsville) град је у америчкој савезној држави Северна Каролина.

## Демографија
По попису из 2010. године број становника је 2.098, што је 299 (16,6%) становника више него 2000. године.
| Група             | 2000.         | 2010.         |
| Белци             | 1.444 (80,3%) | 1.632 (77,8%) |
| Афроамериканци    | 205 (11,4%)   | 273 (13,0%)   |
| Азијати           | 19 (1,1%)     | 28 (1,3%)     |
| Хиспаноамериканци | 111 (6,2%)    | 132 (6,3%)    |
| Укупно            | 1.799         | 2.098         |